# مريدارو بايين
مريدارو بايين (بالفارسية: مریدارو پایین) هي قرية تقع في منطقة بولان في إيران. يقدر عدد سكانها بـ 55 نسمة بحسب إحصاء 2016.